# 2000 AD
2000 AD ist eines der bedeutendsten britischen Comicmagazine. Die Anthologie erscheint wöchentlich ununterbrochen seit 1977. Sie ist vor allem durch ihren Comic Judge Dredd bekannt.

## Heft
Eine 2000 AD-Ausgabe (genannt „prog“) umfasst 30 überwiegend farbige Seiten mit fünf Episoden verschiedener, voneinander unabhängiger Serien oder selbständigen Kurzcomics. Das Format ist mit ungefähr 21 × 27,5 cm größer als das US-Standardformat, aber kleiner als ein Album. 2000 AD erschien zunächst beim Verlag IPC; der heutige Verleger ist Rebellion.
Im Lauf der Zeit hat 2000 AD deutlich an Popularität eingebüßt: Während in den 1980er Jahren noch über 100.000 Exemplare pro Ausgabe verkauft wurden, waren es 2007 geschätzt nur noch etwa 20.000. Genaue Zahlen werden nicht veröffentlicht. Dafür erscheint seit den 1990er Jahren ein monatlicher Ableger mit weiteren Comics, das Judge Dredd Megazine. Die beliebtesten Serien aus 2000 AD werden zudem in Sammelbänden wiederveröffentlicht.

## Comics
Inhaltlich sind die 2000 AD-Serien überwiegend dem Science-Fiction-Genre zuzuordnen. Von herausragender Bedeutung unter den Serien sind:
- ABC Warriors
- Judge Dredd
- Nemesis the Warlock
- Nikolai Dante
- Rogue Trooper
- Sláine
- Strontium Dog
- The Ballad of Halo Jones
- Sinister Dexter

## Autoren
Die Serien werden meist von wechselnden Autoren produziert, von denen viele dauerhaft für 2000 AD an verschiedenen Serien arbeiten. 2000 AD gilt als Talentschmiede britischer Comicautoren: Zahlreiche international angesehene britischstämmige Stars haben für 2000 AD Comics geschrieben oder gezeichnet, darunter:
- Dan Abnett
- Simon Bisley
- Brian Bolland
- Garth Ennis
- Neil Gaiman
- Dave Gibbons
- Alan Grant
- Alan Moore
- Grant Morrison
- Bryan Talbot